# مهدی یراحی
مهدی یراحی (زادهٔ ۲۳ آبان ۱۳۶۰) خواننده، آهنگ‌ساز و تنظیم‌کننده ایرانی است. او فعالیت حرفه‌ای خود را از سال ۱۳۷۷ آغاز کرد. یراحی برندهٔ جایزهٔ باربد در سی و سومین دوره از جشنوارهٔ موسیقی فجر در سال ۱۳۹۶ برای آلبوم آینه قدی شده است.
یراحی از دی ۱۳۹۷ توسط وزارت ارشاد و صداوسیمای جمهوری اسلامی ایران به‌دلیل پوشیدن یونیفورم کارگران بازداشت‌شده اعتراضات کارگری ۱۳۹۷ خوزستان در کنسرت و انتشار ترانه و موزیک ویدئوی انتقادی «پاره‌سنگ» ممنوع از کار و ممنوع‌التصویر شد. پس از گذشت شش ماه و رفع ممنوعیت از کار در ۲۶ تیر ۱۳۹۸، بار دیگر در بهمن ۱۳۹۸ پس از تقدیم اجرای یکی از آثار خود به کشته‌شدگان اعتراضات آبان ۱۳۹۸ ایران (قطعهٔ «وداع بعد از رفتن») و همچنین سخنان اعتراض‌آمیزش طی کنسرت‌های اهواز و کرج ممنوع‌الفعالیت شد. وی در مرداد ۱۴۰۱ و در پی پخش اعترافات اجباری سپیده رشنو از صداوسیما اعلام کرد صداوسیما دیگر اجازهٔ پخش هیچ‌یک از آثار او را ندارد. او در ۱۲ مهر ۱۴۰۱ ترانهٔ «سرود زن» را به حمایت از اعتراضات مردم در پی مرگ مهسا امینی منتشر کرد. او ۲۹ شهریور همین سال اثر «قفس بس» را با ترانه‌ای از شهیار قنبری منتشر کرده بود. همچنین سومین آهنگ او در پی حمایت از خیزش انقلابی ۱۴۰۱ اثر «سرود زندگی» است.
یراحی در ۳ شهریور ۱۴۰۲ ترانه اعتراضی «روسریتو» را منتشر کرد، این اثر در حمایت از زنانی است که با پیوستن به جنبش زن زندگی آزادی، روسری از سر برمی‌دارند و مخالفت خود با حجاب اجباری در ایران را نشان می‌دهند. به دستور دادستان تهران یراحی به اتهام انتشار روسریتو بازداشت شد. در تاریخ ۸ دی ۱۴۰۳ پس از به پایان رسیدن دوره یک سال زندان، یراحی از زندان آزاد شد ولی همچنان حکم ۷۴ ضربه شلاق او به قوت خود باقی مانده بود که با وثیقه ۱۵ میلیارد تومانی به حالت تعلیق درآمد. او در ویدئوی منتشرشده به تاریخ ۹ اسفند ۱۴۰۳ در صفحه شخصی یوتیوب خود ضمن آمادگی برای اجرای حکم، از آزادی‌های مدنی زنان در عرصه هنر دفاع و «رانت جنسیتی» در بازار موسیقی ایران را مورد نقد قرار داد. در ۱۵ اسفند ۱۴۰۳ حکم ۷۴ ضربه شلاق او به اجرا درآمد.

## زندگی
مهدی یراحی در ۲۳ آبان ۱۳۶۰ در اهواز متولد شد. او فعالیت حرفه‌ای خود را از سال ۱۳۷۹ (در پی مهاجرت به تهران) آغاز کرد؛ اما پیش از آن در سن ۱۰سالگی هم‌زمان با شرکت در مسابقات و فعالیت‌های فرهنگی دوران تحصیل در زادگاهش اهواز، به موسیقی کلاسیک غربی گرایش پیدا کرد. پس از پایان تحصیلات دورهٔ راهنمایی در سال ۱۳۷۶ به آموختن تئوری موسیقی نزد «علی کسرائی» (به قول او تنها معلم موسیقی‌اش) پرداخت و ضمن آن به‌طور آزاد و خودآموز نواختن سازهای پیانو و گیتار را فرا گرفت. مهدی یراحی در سال ۱۳۹۰، نخستین آلبوم رسمی خود را با عنوان منو رها کن منتشر کرد. او پیش از شهرت در عرصهٔ خوانندگی طی ده سال برای بسیاری از خوانندگان از جمله داریوش اقبالی و… در مقام آهنگساز ظاهر شد و در ادامه با اجرای تیتراژ برنامهٔ شب شیشه‌ای به‌عنوان خواننده به شهرت رسید. تا به حال ۴ آلبوم با نام‌های: منو رها کن ۱۳۹۰، امپراتور ۱۳۹۲، مثل مجسمه ۱۳۹۴، آینه قدی ۱۳۹۵ و دو مجموعه به نام‌های: سه‌گانهٔ اجتماعی اول ۱۳۹۷، سه‌گانهٔ اجتماعی دوم ۱۳۹۹ و تعداد قابل‌توجهی تک‌آهنگ عاشقانه و اجتماعی به زبان‌های فارسی و عربی از او منتشر شده است. در گذر زمان روند فعالیت هنری یراحی و محتوای آثارش بیش از پیش تحت تأثیر وقایع (عموماً تلخِ) اجتماعی دههٔ ۹۰ شمسی ایران قرار گرفت و همین مسئله طی این سال‌ها باعث بروز ممنوعیت‌ها و محدودیت‌های طولانی‌مدت کاری و برخوردهای قهری قضایی متعدد برای او گردید. مهدی یراحی هنوز هم از هرگونه فعالیت هنری در ایران ممنوع است.

## فعالیت‌های اجتماعی

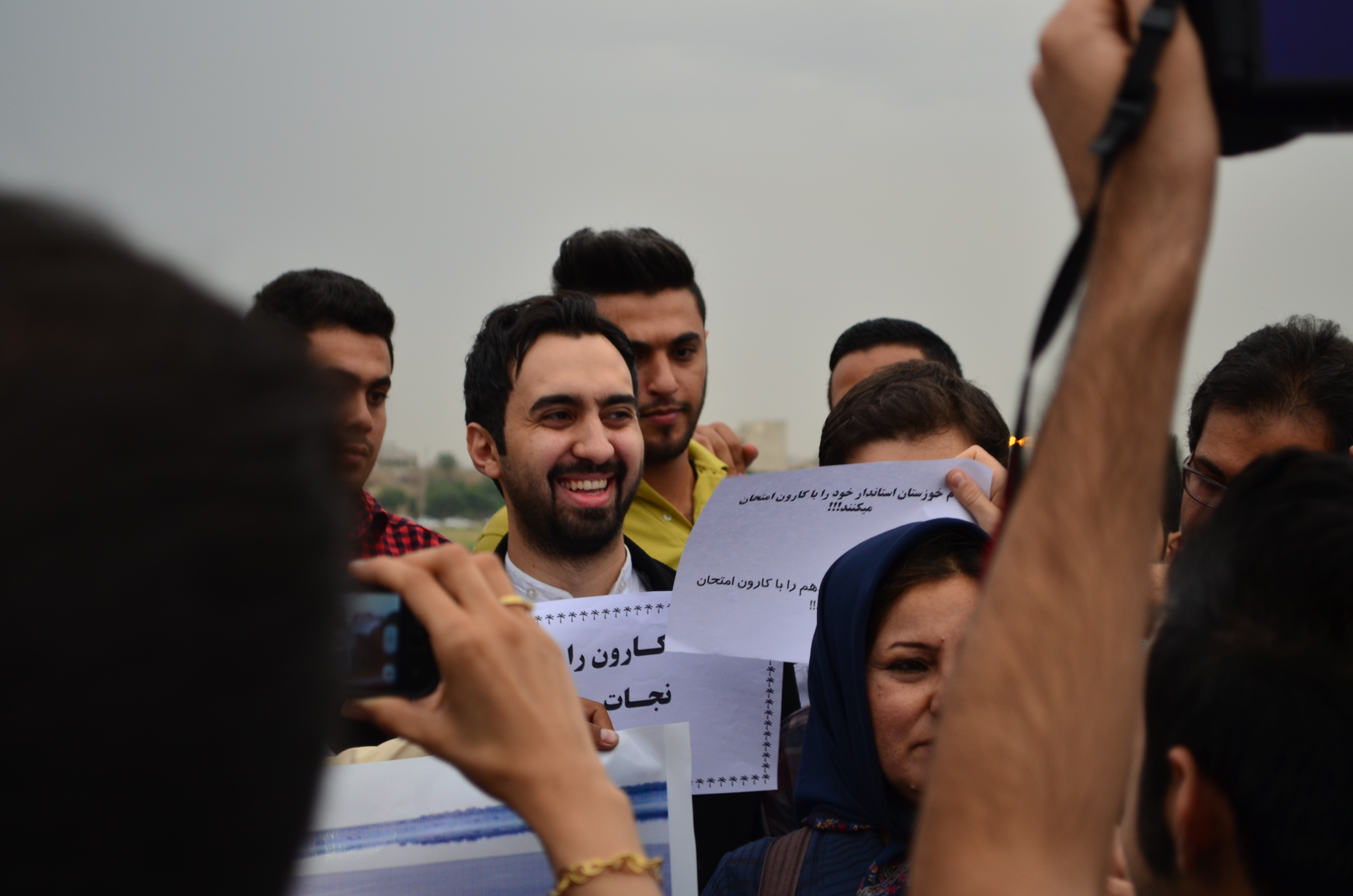
یراحی در چهارمین زنجیرهٔ انسانی حمایت از کارون در سال ۱۳۹۲.

- حضور مهدی یراحی در چهارمین زنجیرهٔ انسانی حمایت از کارون در سال ۱۳۹۲. او پس از شرکت در این زنجیره که با ازدحام و استقبال مردم بابت حضور این خواننده همراه بود، توسط پلیس امنیت اهواز احضار شد.[۸][۹]
- در کنسرت ۲۲ اردیبهشت ۱۳۹۳ تهران، در شرایطی که مهدی یراحی موفق به کسب مجوز کنسرت در اهواز نمی‌شد بطری آب گل‌آلودِ کارون را با خود به روی صحنه برد و اعلام حمایت کرد.[۱۰]
- مهدی یراحی پس از چهار سال توانست در بهمن ۱۳۹۳ مجوز اجرای کنسرت در اهواز را کسب کند. وی در اقدامی نمادین و در اعتراض به آلودگی هوای اهواز با ماسک به روی صحنه رفت.[۱۱]
- در سال ۱۳۹۴ مهدی یراحی تک‌آهنگ «خاک» را در اعتراض به عدم توجه و رسیدگی مسئولان به بحران ریزگردها و آلودگی هوای اهواز منتشر کرد.[۱۲]
- در ۳۰ شهریور ۱۳۹۵ مهدی یراحی کنسرت رایگان برای حاشیه‌نشینان تهران در یک کورهٔ آجرپزی در منطقهٔ شمس‌آباد، با به همراه بردن تمام امکانات حرفه‌ای کنسرت‌های دیگر خود برگزار کرد و در پایان هم یک وعده غذا برای شام در میان تمامی حاضران که بیش از هزار نفر جمعیت داشتند، در این برنامه توزیع شد.[۱۳][۱۴]
- مهدی یراحی در کنسرت ۱۹ اسفند ۱۳۹۵ تهران قطعهٔ «خاک» را در اعتراض به بحران گردوخاک اهواز همراه با پرفورمنس اجرا کرد. در این اجرا دو بازیگر به گِل و خاک آغشته بودند و خواننده و گروه نوازندگان ماسک زده بودند.[۱۵]
- در سال ۱۳۹۶ مهدی یراحی قطعهٔ «چه چیزا شنیدم» را منتشر کرد و آن را اشاره به مدعیان دروغین ارتباط با حجت بن الحسن، مروجین خرافه و منحرفین متحجری دانست که تلاش در مصادره به مطلوب شخصیت‌های مذهبی و سوءاستفاده ابزاری از دین دارند، دانست.[۱۶]
- پس از اعتراضات دی ۱۳۹۶ مهدی یراحی در نامه‌ای به رئیس‌جمهور حسن روحانی از حق مردم برای برخورداری از فضای باز سیاسی دفاع کرد و عملکرد دولت در مقابل مخالفان و مشکلات موجود در کشور را مورد نقد قرار داد. این نامه با کمی تغییر در روزنامهٔ شرق به چاپ رسید.[۱۷]
- مهدی یراحی در هنگام دریافت جایزهٔ باربد بهترین خوانندهٔ موسیقی پاپ در جشنوارهٔ موسیقی فجر، از وضعیت نامناسب هوای اهواز یاد کرد و از مسئولان خواست فکری به حال مردم کنند.[۱۸]
- در اوج اعتراضات کارگران شرکت ملی فولاد اهواز مهدی یراحی و گروهش در کنسرت ۶ دی ۱۳۹۷ تالار آفتاب اهواز در همبستگی با کارگران زندانی، لباس فرمِ این کارگران معترض (که از خود کارگران قرض گرفته بودند) را پوشیدند و روی صحنه رفتند. این اقدام مهدی یراحی با واکنش‌های بسیاری در رسانه‌های داخلی و خارجی روبرو شد و چند روز پس از این اجرا او از طرف حراست دفتر موسیقی احضار شد.[۱۹][۲۰]
- یک روز پس از حمایت مهدی یراحی از کارگران معترض فولاد اهواز، او قطعهٔ دوم از آلبوم «سه‌گانهٔ اجتماعی اول» به نام «پاره‌سنگ» را منتشر کرد که واکنش‌های بسیاری را برانگیخت و در رسانه‌های مختلف داخلی و خارجی، همچنین فضای مجازی به عنوان انتقادی‌ترین و سیاسی‌ترین آهنگ بعد از انقلاب اسلامی شناخته شد. ویدیو کلیپ «پاره‌سنگ» با مضمون ضدِجنگ، مهدی یراحی را تا «ممنوع‌الکاری» پیش برد. اگرچه برخی معتقدند ممنوع‌الکاری او بیش از آن‌که به کلیپ ضدِجنگش مرتبط باشد با کنسرت او در همبستگی با کارگران بازداشتی گروه ملی فولاد اهواز گره می‌خورد.[۴]
- مهدی یراحی برای همدردی با مردم آسیب‌دیده در سیل ۱۳۹۸ جنوب و غرب ایران، قطعهٔ اهل النخل را ۳۰ فروردین ۱۳۹۸ با کلیپی از تصاویر مناطق سیل‌زده منتشر کرد.[۲۱]
- پس از اعتراضات ۱۳۹۸ ایران مهدی یراحی در تاریخ ۲۱ و ۲۲ آذر در حالی در اهواز به روی صحنه رفت که یکی از آهنگ‌های اجتماعی خود به نام «سرسام» را به یاد کشته‌شدگان اعتراضات اخیر ایران خواند و در برنامهٔ خود صحبت‌هایی در انتقاد از عملکرد مسئولان کشور از جمله سپاه و روحانی کرد و به لزوم وجود فرایند نقد برای همهٔ اشخاص و ارگان‌های حاکمیت اشاره کرد. او در بخشی از صحبت‌هایش گفت همان‌طور که مجموعهٔ امنیتی می‌تواند از حوزهٔ فرهنگ و هنر انتقاد کند، ما هم باید بتوانیم آنها را نقد کنیم. او افزود ما باید بتوانیم سپاه پاسداران را نقد کنیم. هیچ مقامی نباید فضای مقدسی برای خودش قائل شود که نتوان او را نقد کرد.[۲۲]
- مهدی یراحی، در پی تحریم جشنوارهٔ فجر توسط جمعی از هنرمندان عرصهٔ تئاتر و سینما پس از سرکوب اعتراضات ۱۳۹۸ ایران و پنهان‌کاری مسئولان در مورد علت سقوط هواپیمای مسافربری اوکراینی که توسط تشخیص اشتباه پدافند هوایی سپاه پاسداران صورت گرفته بود، ضمن انتشار یادداشتی به حمایت از این اقدام پرداخت و با آرزوی پا پس نکشیدن و ایستادگی هنرمندان پای هزینه‌های آن، به این اعتراض مدنی پیوست و حمایت جدی خود را از آن ابراز داشت.[۲۳]
- مهدی یراحی در سالگرد درگذشت «سحر خدایاری (دختر آبی)» قطعهٔ دخترانه را به یاد دختران قربانی جهل و تعصب منتشر نمود و در وصف این اثر نوشت: «پیشکش به دختران؛ که هنوز قربانی خشونت و تعصبات بیهوده‌اند. با آرزوی فردایی عاری از جهل و دخترکُشی!»[۲۴][۲۵][۲۶]
- مهدی یراحی اثر «لاک‌پشت» را با پرداختن به معضلات مهاجرت و زخم‌های پناهجویان و اشاره به آسیب‌های ناشی از جنگ و بی‌تدبیری و بی‌خبری مسئولان از دردهای مردم منتشر و آن را به استاد هنرهای نمایشی ایران بهرام بیضایی تقدیم کرد.[۲۷]
- مهدی یراحی در سالروز سقوط هواپیمای اوکراینی، ترانهٔ عکس شد را برای ابراز همدردی با خانواده‌های قربانیان این حادثه منتشر کرد.[۲۸]
- وی در ۱۲ مهر ماه ۱۴۰۱ با انتشار نوای «سرود زن» از اعتراضاتی که در پیِ قتل مهسا امینی توسط گشت ارشاد رخ داد، حمایت کرد.
- سومین اثر یراحی (دومین قطعه از مجموعه سرودها) در همراهی با جنبش زن زندگی آزادی در ۳۰ آبان ماه ۱۴۰۱ با نام «سرود زندگی» منتشر شد.

## حواشی

#### آهنگ پاره سنگ
- ۱ آذر ۱۳۹۷، مهدی یراحی در کنسرتش خبر از انتشار آلبومی با نام «سه‌گانهٔ اجتماعی اول» داد. ۲۳ آبان قطعهٔ اول این آلبوم با نام «سرسام»، منتشر شده بود، اما یراحی در همان کنسرت خبر از قطعهٔ دوم این آلبوم داد و دربارهٔ آن گفت: «آهنگ بعدی این آلبوم که فکر می‌کنم دردسرساز شود چون خیلی تند است، حدود ۲۰ روز دیگر منتشر می‌شود. این سه شعر و این سه ملودی که در آلبوم «سه‌گانهٔ اجتماعی اول» می‌شنوید ربطی به بازار ندارد و درد من و ماست». این قطعه در ۷ دی با نام «پاره‌سنگ» منتشر شد. پیش‌بینی یراحی درست از آب درآمد. علاوه بر متن، نماهنگ هم واکنش‌های بسیاری به همراه داشت. در متن این ترانه انتقاداتی نسبت به طولانی شدن جنگ ۸سالهٔ ایران و عراق مطرح شده بود، علاوه بر آن در نماهنگ این اثر یراحی لباسی نظامی بر تن داشت و در حالی که کلاه روسی به سر داشت، بازوبندی با طرح دولت آلمان نازی بر بازو بسته بود و همراه با دیگر المان‌ها در پوشش به اجرا می‌پرداخت، در پس‌زمینه هم صحنه‌هایی از دردها و رنج‌های مردم به تصویر کشیده شده بود. واکنش‌ها نسبت به این موزیک ویدئو ادامه پیدا کرد تا پس از یک هفته، خبر ممنوع‌الکار شدن این خواننده مطرح شد.[۲۹]
- اتفاق دیگر آهنگ «پاره‌سنگ» در اولین کنسرت مهدی یراحی بعد از شش ماه ممنوعیت رخ داد. پس از پایان این کنسرت، مردم سالن را خالی نکردند و رو به صحنهٔ خالی ترانهٔ «پاره‌سنگ» را یک صدا فریاد زدند.[۳۰] نشریهٔ هندی ایندیا تودی در این‌باره نوشت: «مهدی یراحی خوانندهٔ ایرانی در فضای مجازی به‌خاطر آنچه «راه درست اعتراض بدون خشونت» عنوان گرفته، مورد تحسین زیادی واقع شده است. پاره‌سنگ آهنگ پرطرفدار او، ضدِجنگ است. مقامات از او خواسته بودند شعر را عوض کند اما او قبول نکرد. در نتیجه در پایان کنسرت فقط آهنگ بی‌کلامِ آن را پخش کردند و او از صحنه خارج شد و مردم شعر را بدون سانسور خواندند».[۳۱] «وقتی خواننده مجوز اجرای آهنگ اعتراضی پرطرفدارش را پیدا نمی‌کند، مخاطبان ارسال این پیام را به عهده می‌گیرند و یک‌صدا شعر بدون سانسور را می‌خوانند».[۳۲]
- هفته‌نامهٔ اکونومیست، به «پاره‌سنگ» مهدی یراحی و حواشی ایجادشده پس از انتشار آن پرداخت. در این گزارش اکونومیست مهدی یراحی را قهرمان مردم و برندهٔ جایزهٔ بهترین خواننده پاپ سال (تندیس باربد) گذشته از وزارت ارشاد معرفی می‌کند که حالا با اثر انتقادی جدیدش قدرت تحمل مسئولان را می‌آزماید.[۳۳][۳۴]
- شبکهٔ رادیوی ملی آمریکا «ان‌پی‌آر» در بخش بهترین آهنگ‌های سال ۲۰۱۹ فهرستی از ده آهنگ برتر دنیا که الهام‌بخش مقاومت و ایستادگی در میان مردم شدند را انتخاب و منتشر کرده است که «پاره‌سنگ» اثر اعتراضی و ضدِجنگ مهدی یراحی در این فهرست قرار گرفته است. ان‌پی‌آر هم‌خوانی آهنگ پاره‌سنگ توسط مردم با صحنهٔ خالی در کنسرت ۲۶ تیر تهران را حرکتی بسیار ژرف و خلاقانه در پاسخ به سانسور توصیف کرده است.[۳۵]

## ممنوعیت از کار
مهدی یراحی در طول فعالیت‌های خود با ممنوعیت‌هایی مواجه شده است که به برخی از این موارد در زیر اشاره شده است:
- دی ۱۳۹۷، کنسرت تالار آفتاب اهواز به دلیل پوشیدن لباس کارگرها و حمایت از آنان[۳۶]
- دی ۱۳۹۷، به دلیل انتشار موزیک ویدیوی «پاره‌سنگ»[۳۷]
- لغو مجوز کنسرت ۲ اسفند تهران مهدی یراحی و نپذیرفتن فرم درخواست اجرا کنسرت توسط دفتر موسیقی ارشاد
- بهمن ۱۳۹۷، مهدی یراحی با انتشار پیامی در شبکه‌های اجتماعی خود خبر داد که توسط وزارت ارشاد از فعالیت‌های هنری منع شده و مجوز تمامی کنسرت‌های او در تهران و شهرستان‌ها را لغو کرده‌اند.[۵] بی‌بی‌سی فارسی در بخش خبر تلویزیونی خود گزارش داد: «مقام‌ها از آقای یراحی خواسته‌اند عذرخواهی کند اما او گفته عذرخواهی نمی‌کند».
- پس از شش ماه ممنوع‌الکاری مجوز کنسرت تهران مهدی یراحی در ۲۶ تیر ۱۳۹۸ صادر شد اما بعد از اجرای این کنسرت و به دلیل هم‌خوانی قطعهٔ پاره سنگ توسط مردم در پایان کنسرت[۳۸] و بازتاب این هم‌خوانی در بسیاری از رسانه‌ها،[۳۹] یراحی دوباره با حملهٔ رسانه‌های محافظه‌کار و وابسته به حاکمیت مانند کیهان، فارس و تسنیم با خطر ممنوع شدن فعالیت مواجه شد.[۴۰][۴۱][۴۲] محمد اللهیاری مدیر کل دفتر موسیقی در گفتگو با خبرنگار تسنیم دربارهٔ احتمال ممنوع شدن فعالیت یراحی گفت پس از دریافت توضیحات مکتوب برگزارکننده کنسرت ۲۶ تیر، تشکیل جلسه می‌دهیم و دراین‌باره تصمیم می‌گیریم.[۴۳] پس از گذشت یک ماه مجوز اجرای تور کنسرت خوزستان از طرف ادارهٔ ارشاد لغو گردید. روند این محدودیت‌ها برای اجرای مهدی یراحی و گروهش در استان‌های دیگر مانند اصفهان هم ادامه پیدا کرد و مجوز تمدید کنسرت تهران به تاریخ ۲۵ مرداد ۱۳۹۸ با تأخیری بیست و چند روزه و تنها هفت روز قبل از اجرا صادر شد.[۴۴][۴۵]
- مهدی یراحی ۱۱ بهمن ۱۳۹۸ از ممنوع‌الکار شدن مجدد خود خبر داد و اعلام کرد تمامی کنسرت‌هایش لغو شده است. او یادداشتی را در صفحات اجتماعی خود منتشر کرد و نوشت: «اینجانب مهدی یراحی، توسطِ مجموعهٔ وزارت فرهنگ و ارشاد اسلامی (این بار به سبب گفته‌هایم در کنسرت‌های اهواز و کرج و … و اساساً به جهت سیاق و نگرشم) تا اطلاع ثانوی عملاً از کار در سرزمینم ممنوع شده‌ام. به‌همین دلیل روند اخذ مجوز برای اجراهای من در تمامی کنسرت‌های تهران و شهرستان‌ها مسدود و مجوزهای از پیش صادر شده لغو گردید. تا به امروز از محدودیت‌ها و ناملایماتِ تحمیل شده طی یک سال گذشته سخنی نگفته‌ام که در صورت نیاز به آن موارد هم خواهم پرداخت؛ اما همچون گذشته فارغ از تمامی خساراتِ معنوی و مادی بی‌گمان بزرگ‌ترین ضایعهٔ این ممنوعیت، محروم ماندن از دیدارِ شما مخاطبان عزیز است. تمام سانس‌های اجرا نشده، در کارنامهٔ حرفه‌ای من ثبت خواهد شد.» بعد از اعتراضات آبان، یراحی در کنسرت اهواز در آذر ۱۳۹۸ انتقادات خود را خطاب به مسئولان و نهادهای کشور از جمله سپاه پاسداران بیان کرد. او در این صحبت‌ها گفت: «چرا هنرمند نباید صاحبان قدرت را نقد کند؟ همان‌طور که مجموعه امنیتی به حوزهٔ فرهنگ سرک می‌کشد، باید ما هم بتوانیم حوزه امنیت را نقد کنیم! یا مثلاً آقای حسن روحانی که خود را حقوق‌دان نامیده بود، امروز نگاهش از همهٔ امنیتی‌ها، امنیتی‌تر شده است.»[۴۶]

## بازداشت
مهدی یراحی در ۶ شهریور ۱۴۰۲ با دستور دادستان تهران پس از خواندن ترانهٔ «روسریتو» در محل سکونتش در تهران دستگیر شد. وکیلِ یراحی اعلام کرد که پیشتر ۳ پرونده با اتهاماتی چون تبلیغ علیه نظام و اجتماع و تبانی به واسطه ترانه‌های اعتراضی‌اش در حمایت از کارگران و اعتراضات مردمی تشکیل شده بود.

### واکنش‌ها به بازداشت
محسن چاوشی در صفحه اینستاگرامش از مهدی یراحی دفاع کرد و دستگیری یراحی را محکوم کرد. کاوه آفاق نیز در صفحه شخصی اینستاگرام خود به بازداشت مهدی یراحی واکنش نشان داد. به‌دنبالِ این واکنشِ، روزنامهٔ کیهان پیامی انتقادی از عملکردِ چاوشی در این خصوص نوشت. ترانه علیدوستی، بازیگر با انتشار یک استوری به حواشی بازداشت مهدی یراحی، خواننده پاپ واکنش نشان داد و نوشت: هنر اعتراضی حق هنرمند است. مهدی یراحی را آزاد کنید.مسعود شجاعی، کاپیتان پیشین تیم ملی فوتبال ایران نیز، در یک استوری اینستاگرامی از مهدی یراحی حمایت کرد. یک نویسنده نیز پس از بازداشت مهدی یراحی نوشت «مهدی یراحی علاوه بر ایران‌دوستی، مهری به مردم عزیز عرب هم دارد. می‌دانید که زادگاهش خوزستان است؛ سرزمین فرزندان عربمان. مهدی یراحی خوب بلد است جزء و کل ایران را دوست داشته باشد.»مازیار لرستانی در واکنش به دستگیری مهدی یراحی در پیج اینستاگرام خود نوشت که برای آزادی یراحی نذر کرده است.

### حاشیه‌های انتشار عکس
انتشار عکس‌های مهدی یراحی در هنگام بازداشت با اعتراض وکلا و مخاطبان روبه‌رو شده است. یکی از وکلا به روزنامه شرق گفت که منتشرکننده عکس مهدی یراحی به استناد ماده ۹۱ قانون آیین دادرسی کیفری مجرم است؛ جرم افشای اسرار شغلی و حرفه‌ای. قوه قضائیه ایران در واکنش به انتشار عکس منتشر شده از مهدی یراحی حین بازداشت به صورت تلویحی بدون ذکر نام وی طی اطلاعیه‌ای نوشت که طی هفته‌های گذشته تصاویری از لحظه بازداشت برخی متهمان در بعضی رسانه‌ها و فضای مجازی منتشر شده که انتشار آن‌ها عمدتاً بدون هماهنگی قضایی صورت گرفته است.
پس از آن رسانه‌ها نسبت به واکنشِ قوه قضائیه نوشتند که «چرا دستگاه قضایی در برخورد با تخلف ضابطان در انتشار عکس دستگیری مهدی یراحی کوتاهی می‌کند؟» روزنامه هم میهن در گزارشی به این مسئله پرداخت و به نقل از دو حقوقدان نوشت که «به نظر می‌رسد که انتشار این عکس‌ها برای ایجاد ارعاب و قدرت‌نمایی بوده است اگرچه بیش از آن، نشان‌دهنده ضعف است و موجب برانگیخته شدن همدلی در قبال مهدی یراحی در فضای مجازی شده است.» اعتماد آنلاین نیز در یکی از خبرهایش تیترِ «وقتی آقای مأمور متهم می‌شود» را در واکنش به انتشار عکسِ مهدی یراحی منتشر کرد.

#### واکنش یراحی به رفتارِ ضابطین
یراحی در طولِ بازداشت در دیدار با وکیلش بر پیگیری قانونی ضابطینی که هنگام بازداشت، حقوق وی را رعایت نکرده‌اند تأکید کرده است.

### آزادی
۲۵ مهر ۱۴۰۲ زهرا مینویی، وکیل مهدی یراحی در شبکه اجتماعی از آزادی مهدی یراحی با قید وثیقه خبر داد.

### حکم
یراحی بر اساس رای صادره از «شعبه ۲۶ دادگاه انقلاب تهران» در مجموع به «۲ سال و ۸ ماه حبس تعزیری و ۷۴ ضربه شلاق تعزیری» محکوم شد. بر اساس ماده ۱۳۴ قانون مجازات اسلامی یک سال از حبس قابل اجرا است. حکم زندان یراحی به‌دلیل شرایط جسمانی به حبس خانگی با پابند تبدیل شد. در ۱۵ اسفند ۱۴۰۳ حکم ۷۴ ضربه شلاق یراحی به اجرا درآمد و پروندهٔ او مختومه شد. اجرای حکم ۷۴ ضربه شلاق در اسفند ۱۴۰۳ واکنش‌های گسترده‌ای را از سوی هنرمندان و فعالان در پی داشت و بسیاری اجرای این حکم را محکوم کردند.

## آثار

### آلبوم‌ها
- ۱۳۹۰ منو رها کن
- ۱۳۹۲ امپراتور
- ۱۳۹۴ مثل مجسمه
- ۱۳۹۵ آینه قدی[۶۵]
- ۱۳۹۷ سه‌گانه اجتماعی اول
- ۱۳۹۸ سه‌گانه عاشقانه اول
- ۱۳۹۹ سه‌گانه اجتماعی دوم

### تک‌آهنگ‌ها
| سال  | ترانه                     | ترانه‌سرا                        | آهنگ‌ساز               | تنظیم‌کننده              | آلبوم              | توضیحات | منبع   |  |
| ---- | ------------------------- | ------------------------------- | --------------------- | ----------------------- | ------------------ | --- | ------ |  |
| ۱۳۸۵ | مرز                       | روزبه بمانی                     | مهدی یراحی            | بهروز صفاریان           |                    | به همراه نیما مسیحا و روزبه بمانی | [ ۶۶ ] |  |
| ۱۳۸۶ | منو رها کن                | روزبه بمانی                     | مهدی یراحی            | مهدی یراحی، بهزاد رئیسی | منو رها کن         | | [ ۶۷ ] |  |
| ۱۳۸۸ | هوای تو                   | روزبه بمانی                     | مهدی یراحی            | بهزاد رئیسی             | منو رها کن         | |        |  |
| ۱۳۸۹ | منو زیر سایه خودت بگیر    | روزبه بمانی                     | مهدی یراحی            | بهروز صفاریان           |                    | |        |  |
| ۱۳۸۹ | علی مودک (برای تو)        | عزیز الرسام، زانیار خسروی       | کاظم الساهر           | سیروان خسروی            | منو رها کن         | |        |  |
| ۱۳۸۹ | تابوت خالی                | روزبه بمانی                     | مهدی یراحی            | فرزاد فتاحی             |                    | |        |  |
| ۱۳۹۰ | مرز                       | روزبه بمانی                     | مهدی یراحی            | فرزاد فتاحی             |                    | | [ ۶۸ ] |  |
| ۱۳۹۰ | هر جای دنیایی دلم اون‌جاست | روزبه بمانی                     | مهدی یراحی            | فرزاد فتاحی             | امپراتور           | |        |  |
| ۱۳۹۰ | امشبم گذشت                | امید جامع                       | امید جامع             | زانیار خسروی            | امپراتور           | | [ ۶۹ ] |  |
| ۱۳۹۰ | جذاب‌تر                    | رستاک حلاج                      | رستاک حلاج            | آبان حبیبی              |                    | |        |  |
| ۱۳۹۰ | عیدی                      | روزبه بمانی                     | مهدی یراحی            | زانیار خسروی            |                    | |        |  |
| ۱۳۹۱ | قاصدک                     | زهرا امیرتیموری                 | مهدی یراحی            | مهدی یراحی              |                    | |        |  |
| ۱۳۹۱ | دیوار                     | مونا برزویی                     | مهدی یراحی            | خشایار احمدی            |                    | | [ ۷۰ ] |  |
| ۱۳۹۱ | به من نگاه کن             | احسان علیخانی                   | مهدی یراحی            | مهدی یراحی              |                    | | [ ۷۱ ] |  |
| ۱۳۹۱ | یه چیزی بگو               | امیرعلی بهادری                  | امیرعلی بهادری        | زانیار خسروی            | امپراتور           | | [ ۷۲ ] |  |
| ۱۳۹۱ | من علمک (عربی)            | عزیز الرسام                     | کاظم الساهر           | امید حاجیلی و موموریضا  |                    | |        |  |
| ۱۳۹۲ | مهم اینه                  | امیرعلی بهادری                  | امیرعلی بهادری        | زانیار خسروی            |                    | |        |  |
| ۱۳۹۲ | مادر                      | رستاک حلاج                      | مهدی یراحی            | آرش پاکزاد              |                    | |        |  |
| ۱۳۹۲ | سازش                      | روزبه بمانی                     | مهدی یراحی            | مهدی یراحی              | امپراتور           | |        |  |
| ۱۳۹۲ | فصل بهار (قسمت عربی)      | مرتضی حیدری آل کثیر             | مرتضی کریمی           | معین راهبر              |                    | |        |  |
| ۱۳۹۳ | غزال (عربی)               | عزیز الرسام                     | کاظم الساهر           | کوشان حداد              |                    | |        |  |
| ۱۳۹۳ | بغض تو                    | سروش دادخواه                    | مهدی یراحی            | هومن نامداری            |                    | |        |  |
| ۱۳۹۳ | اذان                      | -                               | مهدی یراحی            | هومن نامداری            |                    | | [ ۷۳ ] |  |
| ۱۳۹۳ | خدا به همرات              | امیرعلی بهادری                  | امیرعلی بهادری        | آرون حسینی              | من و ما (گروهی)    | |        |  |
| ۱۳۹۳ | آتشکده                    | روزبه بمانی                     | مهدی یراحی            | مهدی یراحی و رضا تاجبخش | کهکشانی‌ها (گروهی)  | |        |  |
| ۱۳۹۳ | فکر من نباش               | امید جامع                       | امید جامع             | آرون حسینی              |                    | |        |  |
| ۱۳۹۳ | فصل بهار                  | حسن کریمی                       | حسن کریمی             | معین راهبر              |                    | به زبان عربی، برای نوروز سال ۱۳۹۳ به همراه مرتضی پاشایی، رضا صادقی، سعید شهروز، محمد علیزاده، قنبر راستگو و پیام عزیزی                                   |        |  |
| ۱۳۹۴ | آشوب                      | امیرعلی بهادری                  | امیرعلی بهادری        | سعید زمانی              | مثل مجسمه          | |        |  |
| ۱۳۹۴ | چرا نمی‌رسی                | پویان بوترابی                   | کامران سرشکی          | سعید زمانی              |                    | |        |  |
| ۱۳۹۴ | خاک                       | روزبه بمانی                     | مهدی یراحی            | هومن نامداری            |                    | |        |  |
| ۱۳۹۵ | نگو نگفتی                 | روزبه بمانی                     | احسان نی‌زن            | سعید زمانی              | آینه قدی           | این قطعه قرار بود تیتراژ پایانی برنامه ماه عسل باشد اما موفق به کسب مجوز از صدا و سیما نشد و در تماشاخانهٔ وبسایت موسیقی ما بیش از ۱ میلیون بار دانلود شد | [ ۷۵ ] |  |
| ۱۳۹۵ | نفس                       | آرش مهرابی                      | مهدی یراحی            | سعید زمانی، مهدی یراحی  | آینه قدی           | |        |  |
| ۱۳۹۵ | سرما نزدیکه               | روزبه بمانی                     | مهدی یراحی            | سعید زمانی              | آینه قدی           | |        |  |
| ۱۳۹۶ | چه چیزا شنیدم             | روزبه بمانی                     | مهدی یراحی            | هومن نامداری            |                    | |        |  |
| ۱۳۹۶ | بیست و یک روز بعد         | امیرعلی بهادری                  | امیرعلی بهادری        | هومن نامداری            |                    | | [ ۷۶ ] |  |
| ۱۳۹۶ | چشم تو                    | ساره تاجیک                      | وحید پویان            | سعید زمانی              |                    | |        |  |
| ۱۳۹۶ | پاییز                     | امیرعلی بهادری                  | امیرعلی بهادری        | پیمان میرزایی           |                    | |        |  |
| ۱۳۹۶ | همیشه با من باش           | آمانج آذرمی                     | آمانج آذرمی           | آمانج آذرمی             |                    | | [ ۷۷ ] |  |
| ۱۳۹۶ | حیک                       | علی بحرینی (بخش فارسی)          | مهدی یراحی            | کوشان حداد              |                    | بازخوانی ترانه‌ای از ناظم الغزالی | [ ۷۸ ] |  |
| ۱۳۹۷ | تلقین                     | ساره تاجیک                      | وحید پویان            | سعید زمانی              |                    | | [ ۷۹ ] |  |
| ۱۳۹۷ | صورتک                     | امیرعلی بهادری                  | امیرعلی بهادری        | هومن نامداری            |                    | | [ ۸۰ ] |  |
| ۱۳۹۷ | سرسام                     | مونا برزویی                     | مهدی یراحی            | سعید زمانی              | سه‌گانه اجتماعی اول | | [ ۸۱ ] |  |
| ۱۳۹۷ | پاره‌سنگ                   | روزبه بمانی                     | مهدی یراحی            | هومن نامداری            | سه‌گانه اجتماعی اول | | [ ۸۲ ] |  |
| ۱۳۹۷ | انکار                     | آمانج آذرمی                     | آمانج آذرمی           | آمانج آذرمی             | سه‌گانه اجتماعی اول | | [ ۸۳ ] |  |
| ۱۳۹۸ | اهل النخل                 | مرتضی حیدری آل کثیر             | مهدی یراحی            | کوشان حداد              |                    | براساس قطعه فوق النخل ناظم الغزالی | [ ۸۴ ] |  |
| ۱۳۹۸ | نمیشه ادامه داد           | آرش مهرابی                      | وحید پویان            | سعید زمانی              | سه‌گانه عاشقانه اول | |        |  |
| ۱۳۹۸ | طلوع می‌کنم                | مونا برزویی                     | مهدی یراحی            | مهدی یراحی              | سه‌گانه عاشقانه اول | | [ ۸۵ ] |  |
| ۱۳۹۹ | اسرار                     | مرتضی حیدری آل کثیر -علی بحرینی | مهدی یراحی            | کوشان حداد              | سه‌گانه عاشقانه اول | | [ ۸۶ ] |  |
| ۱۳۹۹ | دخترانه                   | سحر ده‌چشمه                      | مهدی یراحی            | مهدی یراحی              | سه‌گانه اجتماعی دوم | به یاد دختر آبی | [ ۸۷ ] |  |
| ۱۳۹۹ | لاک‌پشت                    | مونا برزویی                     | مهدی یراحی            | کوشان حداد، مهدی یراحی  | سه‌گانه اجتماعی دوم | تقدیم شده به بهرام بیضایی | [ ۸۸ ] |  |
| ۱۳۹۹ | عکس شد                    | امید جامع                       | امید جامع، مهدی یراحی | سپهر وکیلی              | سه‌گانه اجتماعی دوم | به یاد قربانیان هواپیمای اوکراینی | [ ۸۹ ] |  |
| ۱۴۰۰ | اهواک                     | مرتضی حیدری                     | مسعود سخیروی          | سعید زمانی              | _                  | مرتبط با محرومیات‌های خوزستان | [۷۰]   |  |
| ۱۴۰۰ | وداع بعد از رفتن          | مونا برزویی                     | مهدی یراحی            | سعید زمانی              | _                  | |        |  |
| ۱۴۰۱ | قفس بس                    | شهیار قنبری                     | شهیار قنبری           | کوشان حداد و مهدی یراحی |                    | در رابطه با اعتراضات و کشته شدن مهسا امینی | [ ۹۰ ] |  |
| ۱۴۰۱ | سرود زن                   | مونا برزویی                     |                       |                         |                    | در رابطه با اعتراضات سراسری ۱۴۰۱ و شعار زن زندگی آزادی                                                                                                   |        |  |
| ۱۴۰۱ | سرود زندگی                |                                 | مهدی یراحی            |                         |                    | در رابطه با اعتراضات سراسری ۱۴۰۱ و شعار زن زندگی آزادی                                                                                                   |        |  |
| ۱۴۰۲ | روسریتو                   |                                 | مهدی یراحی            | مهدی یراحی              |                    | تقدیم به زنان آزادهٔ سرزمینم که در خط اول جنبش «زن زندگی آزادی» دلیرانه می‌درخشند.                                                                         |        |  |
| ۱۴۰۳ | خاموشی                    | مونا برزویی                     | مسعود داهی            | مهدی یراحی              | -                  | در جدال با خاموشی علیه فراموشی، با یادی از زنده یاد کیانوش سنجری برای همه قربانیان و دربندان ستم.                                                        |        |  |

### اذان
سال ۱۳۹۳، مهدی یراحی با ملودی و سبک خاص خودش اذان را اجرا و منتشر کرد که از پربازدیدترین آثار او به‌شمار می‌آید. این اثر بازتاب‌هایی در خارج از ایران نیز به همراه داشت. در فروردین ۱۳۹۹ ویدئویی از رجب طیب اردوغان در شبکه‌های اجتماعی ترکیه منتشر شد که به اذان مهدی یراحی گوش می‌داد. محمد حدید، میلیونر آمریکایی در صفحه اینستاگرامش این اجرا را تحسین کرد و نوشت: «نیازی به توضیح نیست. یک صدای زیبا که به عبادت فرا می‌خواند. مهدی یراحی صدای یک فرشته». اریک آبیدال (بازیکن سابق بارسلونا و از مدیران فعلی باشگاه)، فرنچ مونتانا (رپر مشهور آمریکایی مراکشی)، سیبل جان (خواننده اهل ترکیه)، دیدا دیافات (قهرمان تای کیک بوکسینگ جهان) از دیگر چهره‌هایی بودند که با انتشار اذان مهدی یراحی در صفحه شخصی خود مورد توجه کاربران و رسانه‌ها قرار گرفتند. نشریه لبنانی رصیف ۲۲ در مطلبی با عنوان «از ترکیه تا آمریکا را با نوای دلنشین اذانش درنوردید، درحالی‌که در وطن خودش صدایی ممنوعه است. آری، سخن از هنرمند و خوانندهٔ ایرانی مهدی یراحی است» به بازخوردهای جهانی اذان مهدی یراحی پرداخت و به ممنوع شدن فعالیت او در کشورش به سبب نگرش و فعالیت‌های اجتماعی او اشاره کرد که حتی موجب شد صداوسیما در حین پخش خبر انتشار اذان در صفحه بازیکن مشهور فوتبال از اعلام نام خوانندهٔ اذان یعنی مهدی یراحی خودداری کند.

### آثار تلویزیونی و سینمایی
| سال  | ترانه                     | سمت                             | برنامه تلویزیونی                                          | منبع   |
| ---- | ------------------------- | ------------------------------- | --------------------------------------------------------- | ------ |
| ۱۳۸۵ | منو زیر سایه خودت بگیر    | خواننده و آهنگ‌ساز               | تیتراژ برنامه «منو زیر سایه خودت بگیر»                    |        |
| ۱۳۸۵ | به من چیزی بگو            | آهنگ‌ساز                         | تیتراژ برنامه «مثل ماه» با صدای بهروز صفاریان             |        |
| ۱۳۸۶ | منو رها کن                | خواننده، آهنگ‌ساز و تنظیم کننده  | تیتراژ پایانی برنامه «شب شیشه‌ای»                          |        |
| ۱۳۸۶ | بوی عیدی                  | آهنگ‌ساز                         | تیتراژ برنامه «بوی عیدی»                                  |        |
| ۱۳۸۶ | شب شیشه‌ای                 | آهنگ‌ساز و تنظیم کننده           | تیتراژ ابتدایی برنامه «شب شیشه‌ای» با صدای روزبه بمانی     |        |
| ۱۳۸۷ | تنها نرو                  | آهنگ‌ساز                         | تیتراژ سریال «هویت» با صدای علی لهراسبی                   |        |
| ۱۳۸۸ | هوای تو                   | خواننده و آهنگ‌ساز               | تیتراژ برنامه «ماه عسل»                                   |        |
| ۱۳۹۰ | من عاشقت شدم              | آهنگ‌ساز                         | تیتراژ پایانی سریال «ساختمان پزشکان» با صدای سیروان خسروی |        |
| ۱۳۹۰ | مرز                       | خواننده و آهنگ‌ساز               | تیتراژ برنامه «کمی متفاوت»                                |        |
| ۱۳۹۰ | هرجای دنیایی دلم اونجاست. | خواننده و آهنگ‌ساز               | تیتراژ برنامه «ماه عسل»                                   |        |
| ۱۳۹۲ | سازش                      | خواننده و آهنگ‌ساز و تنظیم کننده | تیتراژ برنامه «ماه عسل»                                   |        |
| ۱۳۹۲ | فصل بهار۹۳                | خواننده و تهیه‌کننده             | تیتراژ برنامه «بهار نارنج»                                |        |
| ۱۳۹۳ | بغض تو                    | خواننده و آهنگ‌ساز               | تیتراژ برنامه «ماه عسل»                                   |        |
| ۱۳۹۳ | فصل بهار ۱۳۹۴             | خواننده و تهیه‌کننده             | تیتراژ برنامه «بهار نارنج»                                |        |
| ۱۳۹۴ | فصل بهار ۱۳۹۵             | خواننده و تهیه‌کننده             | تیتراژ برنامه «بهار نارنج»                                |        |
| ۱۳۹۵ | علی دریاست                | آهنگساز                         | تیتراژ برنامه ماه عسل                                     | [ ۹۵ ] |
| ۱۳۹۵ | نفس                       | خواننده و آهنگ‌ساز و تنظیم کننده | تیتراژ فیلم سینمایی «نفس»                                 |        |
| ۱۳۹۶ | بیست و یک روز بعد         | خواننده                         | تیتراژ فیلم سینمایی «بیست و یک روز بعد»                   |        |

#### اتفاق‌های ویژه برای تیتراژهای سینمایی
اجرای قطعهٔ موسیقی تیتراژ فیلم سینمایی «بیست و یک روز بعد» به کارگردانی محمدرضا خردمندان، به عنوان دومین همکاری در یک پروژه سینمایی و بازی در موزیک ویدئوی اختصاصی این فیلم به کارگردانی سپهر وکیلی در مدت کوتاهی به پربازدیدترین قطعه در اپلیکیشن رادیو جوان تبدیل شد.
یراحی قطعهٔ «نفس» را برای فیلم سینمایی «نفس» ساختهٔ نرگس آبیار خواند که در کم‌تر از دو روز ۳ میلیون بار دانلود و شنیده شد. همچنین فیلم سینمایی «نفس»، نماینده ایران در اسکار ۲۰۱۸ شد و فیلم سینمایی «بیست و یک روز بعد» هم در فهرست اولیهٔ معرفی به اسکار قرار گرفت.

### همکاری‌ها
| سال  | ترانه                 | سمت                   | آلبوم                             | منبع    |
| ---- | --------------------- | --------------------- | --------------------------------- | ------- |
| ۱۳۸۵ | هنوز سردمه            | تنظیم کننده           | «یاد من باش» از فرزین بابائی      |         |
| ۱۳۸۵ | وسوسه                 | آهنگ‌ساز و خواننده     | «مجرم» از حسین استیری             |         |
| ۱۳۸۵ | مُجرم                  | آهنگ‌ساز و تنظیم کننده | «مجرم» از حسین استیری             |         |
| ۱۳۸۵ | گناه عشق              | آهنگ‌ساز               | «مجرم» از حسین استیری             |         |
| ۱۳۸۵ | فراموش                | آهنگ‌ساز و تنظیم کننده | «مجرم» از حسین استیری             |         |
| ۱۳۸۵ | مریم                  | آهنگ‌ساز               | «مجرم» از حسین استیری             |         |
| ۱۳۸۶ | یه سری به من بزن      | آهنگ‌ساز و تنظیم کننده | تک‌آهنگ از حسین استیری             |         |
| ۱۳۸۷ | تبعیدی                | آهنگ‌ساز               | «بی‌خوابی» از سعید شهروز           |         |
| ۱۳۸۷ | زخمه                  | آهنگ‌ساز و تنظیم کننده | «بی‌خوابی» از سعید شهروز           | [ ۹۸ ]  |
| ۱۳۸۷ | تو باید جای من باشی   | آهنگ‌ساز و تنظیم کننده | «بی‌خوابی» از سعید شهروز           | [ ۹۹ ]  |
| ۱۳۸۷ | چند سال از امشب بگذره | آهنگ‌ساز و تنظیم کننده | «بی‌خوابی» از سعید شهروز           | [ ۱۰۰ ] |
| ۱۳۸۷ | ما عاشق هم بودیم      | آهنگ‌ساز و تنظیم کننده | «بی‌خوابی» از سعید شهروز           | [ ۱۰۱ ] |
| ۱۳۸۷ | حرفامو باور کن        | تنظیم‌کننده            | «بی‌خوابی» از سعید شهروز           | [ ۱۰۲ ] |
| ۱۳۸۷ | تصویر رؤیا            | آهنگ‌ساز               | «معجزه خاموش» از داریوش اقبالی    |         |
| ۱۳۸۷ | میراث                 | آهنگ‌ساز               | «گنجینه» از سروش                  |         |
| ۱۳۸۸ | تنها نرو              | آهنگساز و تنظیم کننده | «چهارده» از علی لهراسبی           | [ ۱۰۳ ] |
| ۱۳۸۸ | کوه                   | آهنگ‌ساز و تنظیم‌کننده  | «چهارده» از علی لهراسبی           | [ ۱۰۴ ] |
| ۱۳۸۸ | با حسین               | آهنگ‌ساز و تنظیم‌کننده  | سلام آقا                          |         |
| ۱۳۸۸ | ماه قبیله             | آهنگ‌ساز               | سلام آقا                          |         |
| ۱۳۸۹ | تو ازم چی میخوای      | آهنگ‌ساز               | تک‌آهنگ از سعید سام                |         |
| ۱۳۹۰ | وابسته                | آهنگ‌ساز               | تک‌آهنگ از فرزاد فتاحی             |         |
| ۱۳۹۱ | لیلا                  | آهنگ‌ساز               | تک‌آهنگ از علی لهراسبی             |         |
| ۱۳۹۱ | بیراهه                | آهنگ‌ساز               | تک آهنگ از امیر زیاری             |         |
| ۱۳۹۱ | من عاشقت شدم          | آهنگ‌ساز               | «جاده رؤیاها» از سیروان خسروی     |         |
| ۱۳۹۱ | مثل ماه               | آهنگ‌ساز               | تک آهنگ از بهروز صفاریان          |         |
| ۱۳۹۱ | زمستون                | آهنگ‌ساز               | تک آهنگ از کامران فرزانه          |         |
| ۱۳۹۲ | شب شیشه‌ای             | آهنگ‌ساز               | تک آهنگ از روزبه بمانی            |         |
| ۱۳۹۲ | زندگیمو از تو دارم    | آهنگ‌ساز               | تک آهنگ از مهرداد احمدزاده        |         |
| ۱۳۹۲ | تردید                 | آهنگ‌ساز               | تک آهنگ علی فلاح                  |         |
| ۱۳۹۲ | الهه ناز              | آهنگساز               | تک آهنگ از وحید شهابی             |         |
| ۱۳۹۲ | حس می‌کنم              | آهنگ‌ساز               | تک آهنگ از بکتاش                  |         |
| ۱۳۹۳ | دلشوره ۲              | آهنگ‌ساز               | «پنجشنبه» از بابک برهانی          |         |
| ۱۳۹۳ | بوی عید               | آهنگ‌ساز               | تک آهنگ از علی لهراسبی            |         |
| ۱۳۹۳ | دهکده                 | آهنگ‌ساز               | تک آهنگ از حامد میر               |         |
| ۱۳۹۴ | تحمل                  | آهنگ‌ساز               | تک آهنگ از شهروز غفوری نیا        |         |
| ۱۳۹۵ | عید من                | آهنگ‌ساز               | تک آهنگ احسان نی‌زن                | [ ۱۰۵ ] |
| ۱۳۹۵ | فراموشی               | آهنگ‌ساز               | «غروب دیروز» از هانی مهدی‌زاده     | [ ۱۰۶ ] |
| ۱۳۹۶ | علی دریاست            | آهنگ‌ساز               | تک آهنگ مهدی یغمایی و ایمان قیاسی | [ ۱۰۷ ] |

### نماهنگ‌ها
| عنوان موزیک‌ویدئو       | ترانه‌سرا                                    | آهنگ‌ساز                                         | کارگردان                                | نریشن                  | مکان تصویربرداری                          | منبع    |
| ---------------------- | ------------------------------------------- | ----------------------------------------------- | --------------------------------------- | ---------------------- | ----------------------------------------- | ------- |
| تیزر آلبوم منو رها کن  | روزبه بمانی، زهرا عاملی، و….                | مهدی یراحی، کاظم الساهر (فقط قطعه۳)             | امیر مقیمی                              | -                      | -                                         |         |
| تیزر آلبوم امپراتور(۱) | مونا برزویی، روزبه بمانی، امید جامع و….     | مهدی یراحی، رستاک حلاج و….                      | فرید ناصری                              | ناصر طهماسب/عباس وائلی |                                           | [ ۱۰۸ ] |
| تیزر آلبوم امپراتور(۲) | مونا برزویی، روزبه بمانی، رستاک حلاج و…     | مهدی یراحی، امید جامع و…                        | فرید ناصری                              | ناصر طهماسب            |                                           | [ ۱۰۹ ] |
| زمستون                 | رستاک حلاج                                  | رستاک حلاج                                      | فرید ناصری                              | -                      | -                                         | [ ۱۱۰ ] |
| تیزر آلبوم مثل مجسمه   | امیرعلی بهادری، مونا برزویی، روزبه بمانی و… | امیرعلی بهادری، رستاک حلاج و…                   | فرید ناصری                              | ناصر طهماسب            | -                                         | [ ۱۱۱ ] |
| مثل مجسمه              | امیر علی بهادری                             | امیر علی بهادری                                 | زیگورات پیکچرز                          | -                      | -                                         | [ ۱۱۲ ] |
| نفس                    | آرش مهرابی                                  | مهدی یراحی                                      | گروه سینارت                             | -                      | -                                         | [ ۱۱۳ ] |
| تیزر آلبوم آینه قدی    | امیرعلی بهادری، آرش مهرابی، روزبه بمانی و…  | مهدی یراحی، امیرعلی بهادری و…                   | زیگورات پیکچرز                          | ناصر طهماسب            | -                                         | [ ۱۱۴ ] |
| بیست و یک روز بعد      | امیرعلی بهادری                              | امیرعلی بهادری                                  | سپهر وکیلی                              | -                      | کرج                                       | [ ۷۶ ]  |
| همیشه با من باش        | آمانج آذرمی                                 | آمانج آذرمی                                     | امیر مقیمی                              | -                      | -                                         | [ ۱۱۵ ] |
| قطعه حیک               | علی بحرینی                                  | مهدی یراحی                                      | امیر مقیمی                              | -                      | محله‌های قدیمی اهواز                       | [ ۱۱۶ ] |
| آینه قدی               | امیرعلی بهادری                              | امیرعلی بهادری                                  | سپهر وکیلی                              | -                      | -                                         | [ ۱۱۷ ] |
| تلقین                  | ساره تاجیک                                  | وحید پویان                                      | فرید ناصری                              | -                      | -                                         | [ ۷۹ ]  |
| صورتک                  | امیرعلی بهادری                              | امیرعلی بهادری                                  | سپهر وکیلی                              | -                      | -                                         | [ ۸۰ ]  |
| سرسام                  | مونا برزویی                                 | مهدی یراحی                                      | فرید ناصری                              | -                      | -                                         | [ ۸۱ ]  |
| پاره سنگ               | روزبه بمانی                                 | مهدی یراحی                                      | فرید ناصری                              | -                      | -                                         | [ ۱۱۸ ] |
| انکار                  | آمانج آذرمی                                 | آمانج آذرمی                                     | فرید ناصری                              | ژاله علو               | -                                         | [ ۸۳ ]  |
| اهل النخل              | مرتضی حیدری آل کثیر                         | مهدی یراحی (براساس قطعه فوق النخل ناظم الغزالی) | فرید ناصری با تصاویری از محمدرضا فرطوسی | -                      | تصاویر مستند از سیل ۱۳۹۸ جنوب و غرب ایران | [ ۸۴ ]  |
| لاک‌پشت                 | مونا برزویی                                 | مهدی یراحی                                      | سپهر وکیلی                              | ژاله علو               |                                           | [ ۸۸ ]  |
| عکس شد                 | امید جامع                                   | امید جامع و مهدی یراحی                          | سپهر وکیلی                              | -                      | -                                         | [ ۱۱۹ ] |
| اهواک                  | مرتضی حیدری                                 | مسعود سخیروی                                    | محمد اولاد                              |                        |                                           | [ ۸۴ ]  |
| خاموشی                 | مونا برزویی                                 | مسعود داهی                                      |                                         | -                      | تهران                                     | [ ۱۲۰ ] |

## کنسرت‌ها[نیازمند منبع]
مهدی یراحی دو ماه قبل از انتشار آلبوم دوم، کنسرت‌های خود را آغاز نمود.
1. کنسرت ۱۶ و ۱۵ مرداد ۱۳۹۲ در تهران - سالن همایش‌های بین‌المللی برج میلاد
2. کنسرت ۷ مهر ۱۳۹۲ در تهران - سالن همایش‌های بین‌المللی برج میلاد
3. کنسرت ۱۳ بهمن ۱۳۹۲ در تهران - سالن میلاد نمایشگاه بین‌المللی
4. کنسرت ۲۲ اردیبهشت ۱۳۹۳ در تهران - سالن میلاد نمایشگاه بین‌المللی
5. کنسرت ۳۰ خرداد ۱۳۹۳ در بندر عباس - تالار شهید آوینی
6. کنسرت ۱۲ مرداد ۱۳۹۳ در رشت - تالار بزرگ گلستان
7. کنسرت ۲۸ شهریور ۱۳۹۳ در مازندران (محمودآباد) - سالن شهرک خانه دریا
8. کنسرت ۲۵ و ۲۶ بهمن ۱۳۹۳ در اهواز - سینما هلال
9. کنسرت ۹ مرداد ۱۳۹۴ در تهران- سالن میلاد نمایشگاه بین‌المللی
10. کنسرت ۵ و ۶ شهریور ۱۳۹۴ در جزیرهٔ کیش - تالار شهر
11. کنسرت ۱۹ و ۲۰ شهریور ۱۳۹۴ در اهواز - تالار آفتاب
12. کنسرت ۲۶ و ۲۷ شهریور ۱۳۹۴ در یزد - سالن همایش هلال احمر
13. کنسرت ۳۱ شهریور ۱۳۹۴ در رشت - تالار مجلل
14. کنسرت ۱۷و ۱۸ دی ۱۳۹۴در اهواز - سینما هلال
15. کنسرت ۱۹ دی ۱۳۹۴ در کرمانشاه - تالار انتظار (کنسل شد)
16. کنسرت ۲۴ دی ۱۳۹۴ در کرج - سالن امام علی
17. کنسرت ۲۵ و ۲۶ دی ۱۳۹۴ در شاهین شهر - تالار شیخ بهایی
18. کنسرت ۲ بهمن ۱۳۹۴ در تهران - سالن میلاد نمایشگاه بین‌المللی
19. کنسرت ۲۲ بهمن ۱۳۹۴ در بندرعباس - هتل هرمز
20. کنسرت ۲۵ بهمن ۱۳۹۴در شاهرود - سالن پارمیس راه‌آهن
21. کنسرت ۱ فروردین ۱۳۹۵ در آبادان منطقه آزاد اروند - نمایشگاه بین‌المللی منطقه آزاد اروند
22. کنسرت ۲ خرداد ۱۳۹۵ در ماهشهر - سینما دریا
23. کنسرت ۵ خرداد ۱۳۹۵ در سالن میلاد نمایشگاه بین‌المللی - تهران
24. کنسرت ۸ خرداد ۱۳۹۵در سالن گلستان - رشت
25. کنسرت۲۱ مرداد ۱۳۹۵ در سالن میلاد نمایشگاه بین‌المللی - تهران
26. کنسرت ۲۶ شهریور ۱۳۹۵ در سالن میلاد نمایشگاه بین‌المللی - تهران
27. کنسرت ۱ و ۲ مهر ۱۳۹۵ در اهواز - تالار آفتاب
28. کنسرت ۲ دی ۱۳۹۵ در اراک - مجتمع ستارگان
29. کنسرت ۱۰ دی ۱۳۹۵ در بروجن - فرهنگسرای بروجن
30. کنسرت ۱۷ دی ۱۳۹۵ در بندرعباس - تالار شهید آوینی
31. کنسرت ۲۳ دی ۱۳۹۵ در اصفهان - تالار رودکی
32. کنسرت ۱۹ اسفند ۱۳۹۵ در تهران - در سالن میلاد نمایشگاه بین‌المللی
33. کنسرت ۲۰ اسفند ۱۳۹۵ در تبریز - در تالار پتروشیمی
34. کنسرت ۳ فروردین ۱۳۹۶ در آبادان - در سینما نفت
35. کنسرت ۶ فروردین ۱۳۹۶ در رامسر - در سالن تله‌کابین
36. کنسرت ۱۵ اردیبهشت ۱۳۹۶ در اهواز - در گیت بوستان
37. کنسرت ۱ خرداد ۱۳۹۶ در تهران - در سالن میلاد نمایشگاه بین‌المللی
38. کنسرت ۸ تیر ۱۳۹۶ در رشت - تالار مجلل
39. کسرت ۲۷ تیر ۱۳۹۶ در اصفهان - سالن رودکی
40. کنسرت ۵ مرداد ۱۳۹۶ در شیراز - تالار فرهنگیان
41. کنسرت ۱۵ شهریور ۱۳۹۶ در بوشهر - سالن شهید آوینی
42. کنسرت ۲۸ شهریور ۱۳۹۶ در تهران - سالن همایش‌های ایرانیان (کنسرت بیست و یک روز بعد)[۱۲۱]
43. کنسرت ۲۱ دی ۱۳۹۶ در تهران- جشنواره موسیقی فجر
44. کنسرت ۱۳ و ۱۴ اردیبهشت ۱۳۹۷ در اهواز
45. کنسرت ۲۴ و ۲۵ اردیبهشت ۱۳۹۷ در تهران - سالن وزارت کشور (کنسرت مشترک عاشقانه‌های پاپ برای اولین بار)[۱۲۲]
46. کنسرت ۲۷ خرداد ۱۳۹۷ در شوش
47. کنسرت ۲۶ مرداد ۱۳۹۷ در تهران
48. کنسرت ۱۰ شهریور ۱۳۹۷ در قزوین
49. کنسرت ۱۶ شهریور ۱۳۹۷ در اصفهان
50. کنسرت ۲۳ آبان ۱۳۹۷ در بندرعباس
51. کنسرت ۱ آذر ۱۳۹۷ در تهران
52. کنسرت ۶ دی ۱۳۹۷ در اهواز
53. کنسرت ۲۶ تیر ۱۳۹۸ در سالن همایش‌های برج میلاد تهران (بعد از وقفه شش‌ماهه ممنوع‌الکاری)
54. کنسرت ۲۵ مرداد ۱۳۹۸ در سالن همایش‌های برج میلاد تهران
55. کنسرت ۲۶ مرداد ۱۳۹۸ در سالن میثاق شهر رفسنجان
56. کنسرت ۲۷ مرداد ۱۳۹۸ در سالن تلاش شهر کرمان
57. کنسرت ۲۸ مرداد ۱۳۹۸ در سالن قدس شهر سیرجان
58. کنسرت ۲۳ و ۲۴ آبان ۱۳۹۸ در تهران سالن همایش‌های ایرانیان
59. کنسرت ۲۱ و ۲۲ آذر ۱۳۹۸ در اهواز تالار آفتاب
60. کنسرت ۶ دی ۱۳۹۸ در کرج - سالن VIP چمران
61. کنسرت ۱۱ دی ۱۳۹۸ در رشت - تالار گلستان
62. کنسرت ۱۲ دی ۱۳۹۸ کلارآباد (متل قو) - کمپینگ قو

## جایزه‌ها
- برندهٔ تندیس بهترین آلبوم موسیقی پاپ (برای آلبوم امپراتور)، بخش کارشناسی، از دومین جشنوارهٔ سالانهٔ موسیقی‌ما در سال ۱۳۹۲[۱۲۳]
- برندهٔ تندیس بهترین قطعهٔ موسیقی پاپ (برای قطعهٔ امپراتور)، بخش کارشناسی، از دومین جشنوارهٔ سالانهٔ موسیقی‌ما در سال ۱۳۹۲[۱۲۴]
- برندهٔ تندیس مردمی بهترین تیتراژ سال ۱۳۹۲ در تلویزیون (برای قطعهٔ «سازش» برنامه ماه عسل)، در اولین سری از جشنواره تلویزیونی برنامه سه ستاره نوروز ۱۳۹۳[۱۲۵]
- جایزه باربد بهترین خواننده موسیقی پاپ برای آلبوم آینه قدی در جشنواره موسیقی فجر (بازه زمانی مهر ۱۳۹۵ تا مهر ۹۶)[۳]
- جایزه برترین خواننده سال از نظر انتخاب ترانه از دومین دوره جایزه ترانه افشین یداللهی در سال ۱۳۹۷ - (مهدی یراحی برای دریافت جایزه در این جشنواره حضور پیدا نکرد)[۱۲۶]